# فوراور اسلیو
فوراور اسلیو (انگلیسی: Forever Slave) یک گروه موسیقی اسپانیایی سبک گوتیک متال است. این گروه توسط سروالاث (گیتار الکتریک) و لیدی آنجلیکا (آواز) در سال ۲۰۰۰ تشکیل شد.
گروه به ترتیب در سال ۲۰۰۰ و ۲۰۰۱ دو آهنگ نمایشی به نام‌های Hate و Schwarzer Engel را ضبط کرد و در سال ۲۰۰۴ آهنگ دیگر خود با نام Resurrection را ارائه کرد. سپس در سپتامبر سال ۲۰۰۵ اولین آلبوم کامل خودشان را با نام Alice's Inferno منتشر کردند.

## اعضا
- لیدی آنجلیکا (Lady Angellyca) – آواز
- سروالاث (Servalath) – گیتار
- اوسوالث (Oswalth) – گیتار
- مایکل راس (Michael Ross) – گیتار بیس
- ادوارد ورت (Edward Vert) – درام
- لیل (Leal) – کیبورد و آواز
- ایگناز (Ignaz) – ویولن

## دیسکوگرافی

### آلبوم‌ها
- Alice's Inferno – ۲۰۰۵

### تکی‌ها
- Hate (demo) – ۲۰۰۰
- Schwarzer Engel (demo) – ۲۰۰۱
- Resurrection (demo) – ۲۰۰۴